# Chobera fenestratum
Chobera fenestratum is een vlinder van de familie van de grasmotten (Crambidae). De wetenschappelijke naam van deze soort is voor het eerst voorgesteld als Thliptoceras fenestratum door Per Olof Christopher Aurivillius in een publicatie uit 1910.
De soort komt voor in Liberia, Rwanda en Tanzania.